# Lithocarpus nodosus
Lithocarpus nodosus är en bokväxtart som beskrevs av Engkik Soepadmo. Lithocarpus nodosus ingår i släktet Lithocarpus och familjen bokväxter. Inga underarter finns listade.